# Zählbares Substantiv
Zählbares Substantiv (engl. countable noun, count noun; auch: Stückname, Individualsubstantiv, Individualnomen oder Zählnomen) heißt in der Sprachwissenschaft ein Substantiv, das mit Numeralia (Zahlwörtern wie zwei, drei, vier) oder anderen Quantifikatoren, die eine Anzahl referenzieren (z. B. einige, alle, manche, mehrere), kombiniert werden kann, und von dem es in der Regel bzw. „vereinfacht formuliert“ eine Singular- und Pluralform gibt. Zählbare Substantive konzeptualisieren ihre Referenten insofern als diskrete, deutlich abgrenzbare Einheiten, während zum Beispiel Stoffnamen (engl. mass nouns) dies nicht tun. 
Das Adjektiv ‚zählbar‘ bezieht sich dabei nicht auf ‚Substantiv‘ (z. B. das Wort „Haus“), sondern bedeutet – gemäß Duden 2005 – „wenn sich das durch das Substantiv bezeichnete Objekt zählen lässt“, im Beispiel also Haus/Häuser. 
Als Gegenteil gelten nicht zählbare Substantive, also Stoffnamen, die sich wiederum in Konkreta (wie „Fleisch“ oder „Blei“) und Abstrakta (wie „Liebe“) unterteilen lassen.

## Definition
In der Sprachwissenschaft können Substantive danach klassifiziert werden, ob sie ‚zählbar‘ sind oder nicht.  Als Test zur Überprüfung von Zählbarkeit eignet sich die Frage, ob man ein Substantiv in einem gewissen Kontext mit mehrere oder anderen Quantifikatoren, die eine Anzahl bestimmen, verwenden kann. Zu den zählenden Quantifikatoren gehören:
- ein (nur im Singular)
- einige (nur im Plural)
- etliche (nur im Plural)
- mehrere (nur im Plural)
- manche (nur im Plural)
- welche (nur im Plural)
- viele (nur im Plural)
- alle (nur im Plural)

### Zählbarkeit in der deutschen Sprache
Die Zählbarkeit bestimmt gem. Duden Regel 442, „dass Substantive im Singular, wenn sie zählbar sind, ‚grundsätzlich‘ ein Artikelwort bei sich haben und dass Substantive ohne Artikel eine deutliche Ausnahme bilden“.
Zählbare und nicht zählbare Substantive können, wie an folgendem Beispiel deutlich wird, nicht prinzipiell lexikalisch unterschieden werden, diese Art der Determination wird durch die Anwendung des Artikels bestimmt: Dieser hat für Stoffnamen in der Regel die Nullform, für Stücknamen dagegen eine Form der Quantifikation, im Singular oder Plural; man vergleiche:
```
(a) Gestern hatten wir 
Ø
 Känguru zum Abendessen.
(b1) Gestern hatten wir 
ein
 Känguru zum Abendessen.
(b2) Im Tierpark sind 
mehrere/zahlreiche/zwölf
 Kängurus zu besichtigen. 
```

Obwohl in diesen Sätzen dasselbe Substantiv als Objekt erscheint, referiert Känguru mit Nullartikel in (a) auf eine nicht-zählbare Masse (z. B. Fleisch), die aus mehreren Exemplaren der Gattung Känguru bestehen kann (aber nicht muss). In (b1) dagegen ist der Referent ein abgrenzbares und zählbares Exemplar, d. h. ein Känguru mit genau einem Kopf, Schwanz usw., bei (b2) eine grundsätzlich zählbare Menge an Kängurus. 
Weitere Beispiele (bei Kiss) zeigen, „dass das Konzept Wort möglicherweise nicht der richtige Ort für die Bestimmung […] der Zählbarkeit ist, denn hier geht es ja nicht mehr um Worte per se, sondern um Worte mit einer bestimmten interpretation.“